# Рафаел Капо (Порторико)
Рафаел Капо (шп. Rafael Capó) град је у америчкој острвској територији Порторико, острвској држави Кариба.

## Демографија
По попису из 2010. године број становника је 1.700, што је 163 (-8,7%) становника мање него 2000. године.
| Група             | 2000.         | 2010.         |
| Белци             | 11 (0,6%)     | 3 (0,2%)      |
| Афроамериканци    | 43 (2,3%)     | 75 (4,4%)     |
| Азијати           | 1 (0,1%)      | 6 (0,4%)      |
| Хиспаноамериканци | 1.852 (99,4%) | 1.690 (99,4%) |
| Укупно            | 1.863         | 1.700         |